# Miri
Miri è una città della Malaysia situata nello Stato di Sarawak.
È una città costiera nord-orientale situata vicino al confine con il Brunei, sull'isola del Borneo. La città copre un'area di 997,43 chilometri quadrati. Miri è la seconda città più grande dello stato di Sarawak con una popolazione di 356.900 abitanti nel 2020. La città è anche la capitale del distretto di Miri.